# 平野井川大橋
平野井川大橋（ひらのいがわおおはし）は、岐阜県安八郡神戸町と岐阜県大垣市の平野井川に架かる県道（岐阜県道156号曽井中島美江寺大垣線）の橋である。
県道156号のうち、瑞穂市呂久から神戸町を経て大垣市への区間は、集落をぬって走る隘路であった。この区間のバイパスとして開通した区間の橋である。

## 概要
- 供用：2002年（平成14年）4月23日
- 延長：136.0m
- 幅員：21.3m
  - 車道片側2車線+歩道2線
- 橋の種類：2径間連続非合成箱桁
- 区間：岐阜県安八郡神戸町柳瀬 - 大垣市坂下町

## その他
- 平野井川に架橋されている岐阜県道230号柳瀬赤坂線の福田橋とは、300m程度しか離れていない。平野井川の流れの湾曲の都合、福田橋は東西に、平野井川大橋は南北に架橋されている。